# 鳥居春己
鳥居 春己（とりい はるみ、1948年〈昭和23年〉-）は、日本の研究者で、専門を野生動物管理学・環境教育。奈良教育大学自然環境教育センター（元）教授。1972年、東京農工大学農学部林学科卒、静岡県の林業職を経て奈良教育大学へ着任した。1994年秋から2019年まで奈良県在住。
研究のテーマは野生動物との共存。奈良教育大学の研究者紹介では自身の研究・教育スタイルについて以下のように述べている。「ある一定の条件のもとに野生動物と共存のためにどのように動物と人間活動の調和をはかるかを追求している。一定の条件というのは，その場所や時間，動物などによって異なるとともに，変化するものであることから，共存策は画一的なものではない。時には人間の撤退であり，動物に撤退してもらう場合もある。 現在の対象動物としては，シカ，カモシカ，タイワンリス，ハクビシンなどである。奈良教育大は奈良公園に近く，そこではシカと身近に接することができる。奈良公園はシカや他の動物と植物がユニークな世界を作り上げている。それらを環境教育の場として整備してゆくことを当面の課題としている。教育方針としては，自分で判断し，自分で活動できるということを基本としている。子ども達と接することを希望する学生には，自然や野外活動が好きになってほしいと思う。従って野外での生活や活動が重要視され，卒論でもフィールドワークが中心となっている。野生動物を相手にすると，やり直しができない可能性があるので，研究室への希望者は顔を出すのは早ければ早いほど良い。」

## 学術論文など
1. 鳥居春己, 石川周, & 高野彩子. (2025). 奈良公園に棲息するニホンジカ Cervus nippon の繁殖特性. 奈良教育大学自然環境教育センター紀要, 26, 13-20. https://nara-edu.repo.nii.ac.jp/records/2000273
2. Takagi, T., Torii, H., Kaneko, S., Tamate, H. B. (2024). The sacred deer conflict of management after a 1000‐year history: Hunting in the name of conservation or loss of their genetic identity. Conservation Science and Practice, 6(3), e13084. https://doi.org/10.1111/csp2.13084
3. 安田雅俊, 田村典子, 森澤猛, 鳥居春己. (2024). クリハラリス防除マニュアル. 哺乳類科学, 64(1), 89-94. https://doi.org/10.11238/mammalianscience.64.89
4. 高木俊人, 福岡瑠偉, 髙野彩子, 鳥居春己, 兼子伸吾. (2023). 日本列島に生息する外来種ヌートリアのマイクロサテライトマーカーの評価. 日本野生動物医学会誌, 28(1), 53-58. https://doi.org/10.5686/jjzwm.28.53
5. Ikushima, S., Torii, H., Sugiyama, M., Asai, T. (2023). Characterization of quinolone-resistant and extended-spectrum β-lactamase-producing Escherichia coli derived from sika deer populations of the Nara Prefecture, Japan. Journal of Veterinary Medical Science, 85(9), 937-941. https://doi.org/10.1292/jvms.23-0069
6. Takagi, T., Murakami, R., Takano, A., Torii, H., Kaneko, S., Tamate, H. B. (2023). A historic religious sanctuary may have preserved ancestral genetics of Japanese sika deer (Cervus nippon). Journal of Mammalogy, 104(2), 303-315. https://doi.org/10.1093/jmammal/gyac120
7. 高野彩子, 原田正史, 原田京子, 鳥居春己. (2022) 奈良春日山原始林でコウベモグラ採集. 南紀生物, 64(2), 176-177.
8. 鳥居春己, 中村夢奈, 高木俊人, 高野彩子. (2022) 奈良市で保護されたチョウセンイタチ幼獣の尾率. 紀伊半島の野⽣⽣物, 13 23-25. https://researchmap.jp/toshihito_takagi/misc/46000757
9. Takagi, T., Itabashi, A., Aoyama, H., Kaneko, S., Torii, H., Takano, A., Murakami, O., Tamate, H. B. (2022). Habitat disturbance may form subpopulation genetic structure in an invasive rodent species (Myocastor coypus) within a Japanese river system. Landscape and Ecological Engineering, 18(3), 381-388. https://doi.org/10.1007/s11355-022-00508-8
10. Takagi, T., Tsuda, Y., Torii, H., Tamate, H. B., Kaneko, S., Nagata, J. (2022). Development of paternally‐inherited Y chromosome simple sequence repeats of sika deer and their application in genetic structure, artificial introduction, and interspecific hybridization analyses. Population Ecology, 64(2), 150-160. https://doi.org/10.1002/1438-390x.12109
11. 鳥居春己, 高野彩子, 村上興正, 白子智康. (2022). DNA メタバーコーディング法によるヌートリアのイシガイ科二枚貝類採食解析. 野生生物と社会, 10, 43-50.  https://doi.org/10.20798/awhswhs.10.0_43
12. 鳥居春己, 高野彩子, 佐々木-高田歩, 村上興正. (2022). 淀川水系大阪城北ワンドで捕獲したヌートリアに寄生していたマダニ. 奈良教育大学自然環境教育センター紀要, 23, 23-27. https://nara-edu.repo.nii.ac.jp/records/13609
13. 鳥居春己. (2022). 私が奈良でやりたかったこと. 自然と教育, 32, 9-12. https://nara-edu.repo.nii.ac.jp/records/2000150
14. 吉成暁, 鳥居春己, 太田京子, 梅舎邦江, 高野彩子, 田村芙美子. (2022). 大台ヶ原における1980年代の底生動物採集記録の整理. 兵庫陸水生物, 73, 35-54. https://id.ndl.go.jp/bib/033202588
15. Ikushima, S., Torii, H., Asano, M., Suzuki, M., & Asai, T. (2021). Clonal spread of quinolone-resistant Escherichia coli among sika deer (Cervus nippon) inhabiting an urban city park in Japan. The Journal of Wildlife Diseases, 57(1), 172-177. https://doi.org/10.7589/jwd-d-19-00005
16. 石村(中田)彩子, 和田恵次, 鳥居春己. (2021). 奈良公園のニホンジカ雄個体の摂餌時間・摂餌量の季節変化. 地域自然史と保全, 43(1), 53-62. http://www.omnh.net/konc/2021/10/431_pdf.html
17. 鳥居春己, 高野彩子, 恩地実, 村上興正. (2021). 淀川におけるヌートリアによる樹木剝皮について. 奈良教育大学自然環境教育センター紀要, 22, 31-37. https://doi.org/10.20636/00013473
18. 山中康彰, 辻野亮, 鳥居春己. (2021). 春日山原始林に生息するニホンジカの空間分布. 奈良教育大学自然環境教育センター紀要, 22, 11-20. https://doi.org/10.20636/00013471
19. 山中康彰, 辻野亮, 鳥居春己. (2021). スポットライトセンサス法とカメラトラップ法で確認した春日山原始林の哺乳類相. 奈良教育大学自然環境教育センター紀要, 22, 21-30. https://doi.org/10.20636/00013473
20. 鳥居春己. (2021). 奈良県のニホンジカ. 自然と教育, 31, 18-21. https://nara-edu.repo.nii.ac.jp/records/2000182
21. 石田正樹, 辻野亮, 松井淳, 鳥居春己, 立松麻衣子. (2019). 防災教育ワークショップ 2018 教育実践報告 「防災野外体験活動」~ もしも大学が避難所になったら!?~. 奈良教育大学自然環境教育センター紀要, 20, 25-36. https://nara-edu.repo.nii.ac.jp/records/13227
22. Kimura, Y., Tsujino, R., Torii, H. (2017). Ciliate protozoa from the rumens of Japanese serows (Capricornis crispus) captured in the northern part of Shizuoka Prefecture, Japan. Mammal study, 42(1), 65-69. https://doi.org/10.3106/041.042.0101
23. 木村友紀, 辻野亮, 鳥居春己. (2017). 北海道白糠町産ニホンジカ (Cervus nippon yesoensis) の第一胃繊毛虫の種構成. 奈良教育大学自然環境教育センター紀要, 18, 21-29. https://hdl.handle.net/10105/00012884
24. 木村友紀, 辻野亮, 鳥居春己. (2017). 東京都伊豆大島産キョン (Muntiacus reevesi) の第一胃繊毛虫の種構成. 奈良教育大学自然環境教育センター紀要, 18, 31-36. https://hdl.handle.net/10105/00012885
25. Kato, T., Ishida, K., Kikuchi, J., Torii, H. (2017). Induced response to herbivory in stinging hair traits of J apanese nettle (Urtica thunbergiana) seedlings in two subpopulations with different browsing pressures by sika deer. Plant Species Biology, 32(4), 340-347. https://doi.org/10.1111/1442-1984.12163
26. Akita, S., Wada, Y., Wada, K., & Torii, H. (2016). Variation and social influence of bowing behavior by sika deer (Cervus nippon). Journal of ethology, 34, 89-96. https://doi.org/10.1007/s10164-015-0451-7
27. 佐藤郁美, 今井壮一, 鳥居春己, 荒木良太. (2016). 奈良県大台ヶ原産ニホンジカのルーメン内繊毛虫種構成. 奈良教育大学自然環境教育センター紀要, 17, 19-24. https://hdl.handle.net/10105/10402
28. 鈴木圭, 鳥居春己. (2016). 静岡県浜松市における Callosciurus 属外来リスの分布拡大. 哺乳類科学, 56(2), 199-205. https://doi.org/10.11238/mammalianscience.56.199
29. 田村芙美子, 高野彩子, 鳥居春己, 吉成暁. (2016). 奈良公園春日山原始林吉城川における底生動物相. 奈良教育大学自然環境教育センター紀要, 17, 25-34. https://hdl.handle.net/10105/10403
30. 斉藤美加, 荒木良太, 鳥居春己, 浅川満彦. (2015). 紀伊半島大台ヶ原のニホンジカ Cervus nippon の日本脳炎ウイルス抗体保有状況. 日本野生動物医学会誌, 20(3), 41-45. https://doi.org/10.5686/jjzwm.20.41
31. 鳥居春己, 角坂照貴. (2015). 静岡県の哺乳類から採取されたマダニ類. 奈良教育大学自然環境教育センター紀要, 16, 51-54. https://hdl.handle.net/10105/10397
32. 鳥居春己, 高野彩子. (2015). 高密度にニホンジカ (Cervus nippon) が棲息する奈良公園におけるシバ地植生の生産量. 奈良教育大学自然環境教育センター紀要, 16, 37-43. https://nara-edu.repo.nii.ac.jp/records/10348 (論文修正に関する告知)
33. Nunome, M., Kinoshita, G., Tomozawa, M., Torii, H., Matsuki, R., Yamada, F., Matsuda, Y., Suzuki, H. (2014). Lack of association between winter coat colour and genetic population structure in the Japanese hare, Lepus brachyurus (Lagomorpha: Leporidae). Biological Journal of the Linnean Society, 111(4), 761-776. https://doi.org/10.1111/bij.12245
34. 坂井明澄, 鳥居春己. (2014). 奈良公園で死亡したニホンジカ Cervus nippon から採取したマダニ類について. 奈良教育大学自然環境教育センター紀要, 15, 27-34. https://hdl.handle.net/10105/9885
35. 鳥居春己 & 片山敦司. (2014). 和歌山県有田川町で捕獲されたツキノワグマ. 南紀生物, 56(1), 19-21. https://nankiseibutu.jp/nannkiseibutu/nankiseibutu56-1.pdf(目次のみ)
36. 竹村景生, 鳥居春己, 立松麻衣子, 谷口義昭, 今辻美恵子, 山本浩大. (2013). ESD 米プロジェクト-文化遺産としての古代米・伝承米の学校園での栽培・継承の試み. 教育実践開発研究センター研究紀要, 22, 181-186. https://hdl.handle.net/10105/9319
37. 竹村景生, 鳥居春己, 谷口義昭, 竹内範子, 今辻美恵子, 長友紀子. (2013). ESD の視点からによる学校園のエコデザインの創造と協同 (2). 教育実践開発研究センター研究紀要, 22, 193-197. https://hdl.handle.net/10105/9321
38. 鳥居春己, 荒木良太, 乾久子. (2013). 春日山原始林で死亡したニホンジカ胃内容物分析の一例. 奈良教育大学自然環境教育センター紀要, 14, 21-24. https://hdl.handle.net/10105/9656
39. 鳥居春己. (2013). 開催報告 JBN 公開シンポジウム 照葉樹林に生きるツキノワグマ: 紀伊半島・絶滅危惧個体群の行く末を考える. 日本クマネットワーク・ニュースレター, 14(1), 10-11.
40. 安達めぐみ, 竹村景生, 長友紀子, 今辻美恵子, 福田哲也, 小嶋祐伺郎, 有馬一彦, 谷口尚之, 松村佳子, 鳥居春己. (2012). ESD による学校園のエコデザインの創造と協同. 教育実践開発研究センター研究紀要, 21, 165-170. https://nara-edu.repo.nii.ac.jp/records/12773
41. Hasegawa, H., Sato, H., Torii, H. (2012). Redescription of Enterobius (Enterobius) macaci Yen, 1973 (Nematoda: Oxyuridae: Enterobiinae) based on material collected from wild Japanese macaque, Macaca fuscata (Primates: cercopithecidae). Journal of Parasitology, 98(1), 152-159. https://doi.org/10.1645/ge-2867.1
42. Kuramoto, T., Torii, H., Ikeda, H., Endo, H., Rerkamnuaychoke, W., Oshida, T. (2012). Mitochondria DNA sequences of Finlayson's squirrel found in Hamamatsu, Shizuoka Prefecture, Japan. Mammal Study, 37(1), 63-67. https://doi.org/10.3106/041.037.0108, https://obihiro.repo.nii.ac.jp/records/920
43. 林朋子, 鳥居春己, 川渕貴子, 辻正義, 谷山弘行, 遠藤大二, 板垣匡, 浅川満彦. (2011). 奈良公園におけるニホンジカ Cervus nippon の肝蛭症および消化管内寄生虫相. 奈良教育大学自然環境教育センター紀要, 12, 1-8. https://hdl.handle.net/10105/6475
44. 前田久三代, 今辻美恵子, 小嶋祐伺郎, 谷口尚之, 福田哲也, 竹村景生, 松村佳子, 鳥居春己. (2011). 中学と大学との連携による附属中学校での生態園づくりを核とする中庭プロジェクトの取り組み. 教育実践総合センター研究紀要, 20, 287-291.　https://nara-edu.repo.nii.ac.jp/records/11237
45. 鳥居春己, 石川周. (2011). 奈良公園ニホンジカの初期死亡率の推定. 奈良教育大学自然環境教育センター紀要, 12, 9-12. https://hdl.handle.net/10105/6474
46. 南谷幸雄, 田村芙美子, 鳥居春巳, 前田喜四雄. (2010). 近畿地方における大型陸生貧毛類相. 関西自然保護機構会報, 32(2), 113-125.
47. 南谷幸雄, 田村芙美子, 山中康彰, 市川彩代子, 花木佳代子, 丸山健一郎, 吉田宏, 鳥居春己, 前田喜四雄. (2010). 奈良県における大型陸生ミミズ相. 奈良教育大学附属自然環境教育センター紀要, 11, 1-7. https://hdl.handle.net/10105/1075
48. Nunome, M., Torii, H., Matsuki, R., Kinoshita, G., Suzuki, H. (2010). The influence of Pleistocene refugia on the evolutionary history of the Japanese hare, Lepus brachyurus. Zoological Science, 27(9), 746-754. https://doi.org/10.2108/zsj.27.746
49. 鳥居春己, 小寺祐二, 高野彩子. (2010). 壱岐におけるクリハラリスによる造林木被害. リスとムササビ, 24, 14-18.
50. 鳥居春己. (2010). 静岡県におけるニホンノウサギの繁殖特性. 奈良教育大学紀要. 自然科学, 59(2), 15-19. https://hdl.handle.net/10105/4756
51. Kawahara, M., Tajima, T., Torii, H., Yabutani, M., Ishii, J., Harasawa, M., Isogai, E., Rikihisa, Y. (2009). Ehrlichia chaffeensis infection of sika deer, Japan. Emerging Infectious Diseases, 15(12), 1991-1993. https://doi.org/10.3201/eid1512.081667
52. 南谷幸雄, 田村芙美子, 丸山健一郎, 吉田宏, 鳥居春己, 前田喜四雄. (2009). 奈良教育大学構内及び付属施設の大型陸生ミミズ相. 奈良教育大学附属自然環境教育センター紀要, 9, 1-4. https://hdl.handle.net/10105/1054
53. 鳥居春己, 高野彩子. (2009). 大腿骨骨髄による奈良公園シカの栄養診断. 奈良教育大学附属自然環境教育センター紀要, 9, 5-9. https://hdl.handle.net/10105/1055
54. 鳥居春己, 高野彩子. (2009). 奈良春日山原始林におけるニホンジカによる樹木剥皮. 奈良教育大学附属自然環境教育センター紀要, 10, 25-30. https://hdl.handle.net/10105/1075
55. Jiang, Z., Torii, H., Takatsuki, S., Ohba, T. (2008). Local variation in diet composition of the Japanese serow during winter. Zoological Science, 25(12), 1220-1226. https://doi.org/10.2108/zsj.25.1220
56. 萩原克郎, 辻正義, 川渕貴子, 鳥居春己, 小林朋子, 浅川満彦, 石原智明. (2008). 奈良公園におけるニホンジカ Cervus nippon の E 型肝炎ウイルス疫学調査 (ウイルス学). 日本野生動物医学会誌, 13(1), 35-37. https://doi.org/10.5686/jjzwm.13.35
57. 山口未花子, 鳥居春己, 樋口輔三郎. (2008). 京都府南部里山地帯におけるニホンノウサギ (Lepus brachyurus) による冬期の土地利用. 森林野生動物研究会誌, 33, 12-19. https://doi.org/10.18987/jjwrs.33.0_12
58. Oshida, T., Torii, H., Lin, L. K., Lee, J. K., Chen, Y. J., Endo, H., & Sasaki, M. (2007). A preliminary study on origin of Callosciurus squirrels introduced into Japan. Mammal Study, 32(2), 75-82. https://doi.org/10.3106/1348-6160(2007)32%5B75:apsooo%5D2.0.co;2
59. Sato, H., Tanaka, S., Une, Y., Torii, H., Yokoyama, M., Suzuki, K., Amimoto, A., Hasegawa, H. (2008). The stomal morphology of parasitic females of Strongyloides spp. by scanning electron microscopy. Parasitology Research, 102, 541-546. https://doi.org/10.1007/s00436-007-0800-8
60. Sato, H., Torii, H., Une, Y., & Ooi, H. K. (2007). A new rhabditoid nematode species in Asian sciurids, distinct from Strongyloides robustus in North American sciurids. Journal of Parasitology, 93(6), 1476-1486. https://doi.org/10.1645/ge-1106.1
61. 鳥居春己, 高野彩子. (2007). 奈良県産ツキノワグマの胃内容物分析の 1 例. 奈良教育大学附属自然環境教育センター紀要, 8, 21-22. https://hdl.handle.net/10105/534
62. 鳥居春己, 高野彩子, 景山真穂子, 原沢牧子. (2007). 奈良公園春日山原始林におけるニホンジカ密度推定の試み. 関西自然保護機構会誌, 28, 193-200.
63. 鳥居春己, 高野彩子. (2007). 春日山におけるニホンジカ (Cervus nippon) によるイズセンリョウ (Maesa japonica) の採食. 関西自然保護機構会報, 29, 65-66.
64. Uni, S., Bain, O., Agatsuma, T., Harada, M., Torii, H., Fukuda, M., & Takaoka, H. (2007). Onchocerca eberhardi n. sp.(Nematoda: Filarioidea) from sika deer in Japan; relationships between species parasitic in cervids and bovids in the Holarctic region. Parasite, 14(3), 199-211. https://doi.org/10.1051/parasite2007143199
65. 鳥居春己. (2006). 和歌山県で野生化しているタイワンザル問題の経過報告. 関西自然保護機構会報, 28(1), 17-20.
66. 鳥居春己, 高野彩子, 大場孝裕. (2006). 静岡県で駆除されたニホンカモシカ Capricornis crispus の下顎骨管内脂肪と腎脂肪. 奈良教育大学紀要. 自然科学, 55(2), 55-58. https://hdl.handle.net/10105/235
67. 高野彩子, 鳥居春己, 藤森文臣. (2005). 静岡県浜松市の市街地に生息するタイワンリスの管理をめざして. リスとムササビ, 17, 6-8.
68. 鳥居春己. (2005). ハクビシンの生態と被害防止策. 農林水産技術研究ジャーナル, 28(4), 30-34. https://agriknowledge.affrc.go.jp/RN/2010711567
69. 鳥居春己, 高野彩子. (2005). 三重県で有害捕獲されたカワウ Phalacrocorax carbo の胃内容物. 奈良教育大学紀要. 自然科学, 54(2), 57-60.https://hdl.handle.net/10105/120
70. 鳥居春己. (2003). ムササビによる造林木被害. 奈良教育大学紀要. 自然科学, 52(2), 25-29. https://hdl.handle.net/10105/189
71. 押田龍夫, 鳥居春己. (2002). 日本のクリハラリスの起源 . リスとムササビ, 17, 9.
72. 大場孝裕, 鳥居春己. (2001). ニホンリスはなぜシイタケのほだ木を囓り剥いでしまうのか？. 中部森林研究, 49, 61-64. https://www.chubu-shinrin.jp/mokuji/49mokuji.pdf#page=2.00
73. 鳥居春己. (2001). 春日山原始林の哺乳類. 関西自然保護機構会報, 23(2), 195-196.
74. 前迫ゆり, 鳥居春己. (2000). 特別天然記念物春日山原始林におけるニホンジカ Cervus nippon の樹皮剥ぎ. 関西自然保護機構会誌, 22, 3-11.
75. 鳥居春己, 鈴木和男, 前迫ゆり, 市本佳紀. (2000). 奈良公園のシカの胃内容物分析. 関西自然保護機構会報, 22(1), 13-15.
76. 藤下章男, 大場孝裕, 鳥居春己, 高槻成紀. (1999). シカ、カモシカの胃内容物と食害木 の回復措置. 中部森林研究, 47, 81-82. https://www.chubu-shinrin.jp/mokuji/47mokuji.pdf
77. 室山泰之, 鳥居春巳, 前川慎吾. (1999). 近畿地方における野生ニホンザルの分布と保護・管理の現状. ワイルドライフ・フォーラム, 5(1-2), 1-15. https://doi.org/10.20798/wildlifeforum.5.1-2_1
78. 鳥居春巳. (1999). 野生生物保護学会第 4 回大会の記録. ワイルドライフ・フォーラム, 5(1-2), 33-35. https://doi.org/10.20798/wildlifeforum.5.1-2_33
79. 藤下章男, 大場孝裕, 鳥居春己. (1998). 椎茸ほだ木を加害するニホンリス. 森林防疫, 47(9), 168-172.
80. 鳥居春己, 藤下章男. (1998). 下顎骨管内脂肪によるニホンジカの栄養診断. 奈良教育大学紀要. 自然科学, 47(2), 7-10. https://hdl.handle.net/10105/661
81. 岩本廣美, 櫻本豊己, 鈴木洋子, 谷口義昭, 鳥居春己, 前田喜四雄, 向山玉雄, 増田信一. (1997). 生活科における教科書分析の研究. 教育実践研究指導センター研究紀要, 6, 139-161. https://hdl.handle.net/10105/4346
82. 岩本廣美, 鈴木洋子, 谷口義昭, 鳥居春己, 船越勝, 前田喜四雄, 増田信一. (1996). 奈良県の生活科教育における子どもの変容に関する研究-教師の意識調査の分析. 教育実践研究指導センター研究紀要, 5, 159-181. https://hdl.handle.net/10105/4385
83. 鳥居春己. (1997). 絶食時におけるノウサギの糞食について. 自然科学 46(2), 33-39. https://hdl.handle.net/10105/1535
84. Torii, H., Suzuki, H. (1996). Winter food selection by Japanese haves in western slope of Mt.Fuji,central Japan. The Journal of Wildlife Research, 1(1) 43-46.
85. 鳥居春己. (1996). ツキノワグマの被害と被害防除. 林業と薬剤, 135, 1-8. https://www.rinyakukyo.com/upload/item/142_1.pdf
86. 栗田亨, 川端寛樹, 山田和人, 鈴木裕幸, 秋山真人, 鳥居春己, 増澤俊幸, 柳原保武. (1995). 静岡県のマダニ類のライム病病原体保有状況. 感染症学雑誌, 69(3), 324-326. https://doi.org/10.11150/kansenshogakuzasshi1970.69.324
87. 鳥居春己. (1995). ニホンノウサギの腎脂肪と大腿骨骨髄内脂肪について. 日本林學會誌, 77(5), 416-420. https://doi.org/10.11519/jjfs1953.77.5_416
88. Takeda, Y., Torii, H., Aiko, S. (1994). Reproductive Traits of Captive Japanese Hares Lepus brachyurus in Central Japan. Journal of the Mammalogical Society of Japan, 19(2), 83-88. https://doi.org/10.11238/jmammsocjapan.19.83
89. Harada, M., Torii, H. (1993). Karyological study of the masked palm civet Paguma larvata in Japan (Viverridae). Journal of the Mammalogical Society of Japan, 18(1), 39-42. https://doi.org/10.11238/jmammsocjapan.18.39
90. 鳥居春己. (1993). ハクビシンの食性について (1): 浜北市市街地で採集した糞の内容物分析. 静岡県林業技術センター研究報告. 21, 9-15. https://agriknowledge.affrc.go.jp/RN/2010500258
91. 鳥居春己. (1993). タイワンリスによるヒノキ被害. 静岡県林業技術センター研究報告. 21, 1-7. https://agriknowledge.affrc.go.jp/RN/2010500257
92. 鳥居春己. (1990). 積雪上に残るノウサギ 1 晩の足跡調査. 野兎研究会誌, 17, 21-28. https://doi.org/10.18987/jjsh.17.0_21
93. 佐野信幸, 藤下章男, 鳥居春己. (1989). スギノアカネトラカミキリの被害と防除. 静岡県林業技術センター研究報告. 17, 91-95. https://agriknowledge.affrc.go.jp/RN/2010422113
94. 鳥居春己. (1989). 野生鳥獣の管理における有害駆除の問題点. 生物科学, 41(3), p125-129. https://dl.ndl.go.jp/pid/11201496/1/8
95. 鳥居春己. (1989). 大井川上流域におけるツキノワグマの行動調査の一例. 静岡県林業技術センター研究報告 17, 79-83. https://agriknowledge.affrc.go.jp/RN/2030422111
96. 鳥居春己. (1989). 大井川上流域におけるツキノワグマの食性. 日本林學會誌, 71(10), 417-420. https://doi.org/10.11519/jjfs1953.71.10_417
97. 鳥居春己. (1988). 6. 初春の有害駆除でのノウサギの密度調査と繁殖状況 (第 20 回野兎研究記録). 日本林學會誌, 70(5), 240. https://doi.org/10.11519/jjfs1953.70.5_239
98. 鳥居春己, 田中淳夫. (1989). 静岡県におけるネズミ類の研究 (1): 大井川上流域におけるヒメネズミの繁殖について. 静岡県林業技術センター研究報告 17, 71-77.https://agriknowledge.affrc.go.jp/RN/2010422110
99. 山田文雄, 藤岡浩, 鳥居春己, 服部正策. (1988). シリーズ 日本の哺乳類 技術編, ウサギの捕獲法. 哺乳類科学, 28(1), 118-122. https://doi.org/10.11238/mammalianscience.28.1_118
100. 鳥居春己. (1986). 糞粒法によるノウサギの棲息密度推定について. 静岡県林業試験場研究報告, 14, 23-36. https://agriknowledge.affrc.go.jp/RN/2010341260
101. 鳥居春己, 三宅隆. (1986). ハクビシンの産子数と性比. 哺乳動物学雑誌, 11(1-2), 35-38. https://doi.org/10.11238/jmammsocjapan1952.11.35
102. Torii, H. (1986). Food habits of the masked palm civet, Paguma larvata Hamilton-Smith. Journal of the Mammalogical Society of Japan, 11(1-2), 39-43. https://doi.org/10.11238/jmammsocjapan1952.11.39
103. 鳥居春己. (1984). ノウサギによるヒノキ造林木の被害と被害木の生長及び樹形の回復. 静岡県林業試験場研究報告 12, 15-25. https://agriknowledge.affrc.go.jp/RN/2010301431
104. Nozaki, E., Azuma, S., Aoi, T., Torii, H., Ito, T., & Maeda, K. (1983). Food habits of Japanese black bear. Bears: Their Biology and Management, 106-109.https://doi.org/10.2307/3872526
105. 鳥居春己. (1983).  有害駆除されたドバトColumba livia var.の食性の1例. 応用鳥学集報, 3(1), 8-9. https://dl.ndl.go.jp/pid/2300378/1/7
106. Azuma, S., Torii, H. (1980). Impact of human activities on survival of the Japanese Black Bear. Bears: Their Biology and Management, 71-79.  https://doi.org/10.2307/3872846
107. 鳥居春己, 山田真平, 前田喜四雄, 片山一. (1981).大井川源流部原生自然環境保全地域の哺乳動物相. 大井川源流部原生自然環境保全地域調査報告書,pp. 235–248. https://dl.ndl.go.jp/pid/3948103/1/135
108. 鳥居春己. (1980). ノウサギ被害木の生長と樹形への影響: 予報. 野兎研究会誌, 7, 36-39. https://doi.org/10.18987/jjsh.7.0_36
109. 鳥居春己. (1979). 8. ノウサギ捕食者としてのキツネ, テン, イタチ (第 11 回野兎研究会記録). 日本林學會誌, 61(11), 421-422. https://doi.org/10.11519/jjfs1953.61.11_420
110. 鳥居春己. (1978). ツキノワグマの被害と防除. 森林防疫, 27(12), 2-6. https://agriknowledge.affrc.go.jp/RN/2010182223
111. 鳥居春己, 藤下章男. (1976). ノウサギ被害に対するアスファルト乳剤の処理効果. 野兎研究会誌, 4, 9-12. https://doi.org/10.18987/jjsh.4.0_9
112. 鳥居春己. (1974). 静岡県北部のツキノワグマ―狩猟報告書の検討―. 哺乳動物学雑誌, 6(2), 94-99. https://doi.org/10.11238/jmammsocjapan1952.6.94

国立情報学研究所収録論文 国立情報学研究所

## 書籍
- Torii, H., et al. (2009), The wild mmals of Japan, SHOUKADOU, pp. 267-268, ISBN 9784879746269
- 高野, 彩子; 鳥居, 春己 (2009), 大切にしたい奈良県の野生動植物, 奈良県, pp. 21-37
- Torii, H.; Tatsuzawa, S. (2009), Sika deer in Nara Park:Unique Human-WILDLIFE RELATIONS- Sika deer, Springer, pp. 347-363, ISBN 978-4-431-09428-9
- 鳥居, 春己 (2005), 共生をめざした鳥獣害対策, 農林水産技術情報会議, pp. 41-50
- 鳥居, 春己 (2004), 守りたい静岡県の野生生物, 羽衣出版, pp. 58, 64
- 鳥居, 春己 (2002), 森を守る, 森林病害虫獣防除協会, pp. 325-334
- 鳥居, 春己 (2002), 外来種ハンドブック, 地人書館, pp. 74
- 鳥居, 春己 (1997), 里山の自然, 保育社, pp. 86-89
- 鳥居, 春己 (1996), 日本動物百科, 平凡社, pp. 136-137
- 鳥居, 春己 (1989), 静岡県の哺乳類, 第一法規出版社